# Спортивная гимнастика на летних Олимпийских играх 1960 — кольца (мужчины)
Результаты соревнований по спортивной гимнастике в упражнениях на кольцах — одной из восьми дисциплин в спортивной гимнастике на 17-х летних Олимпийских играх 1960 года в Риме.
До 1996 г. участники чемпионатов мира и Олимпийских игр должны были выполнять обязательные упражнения, составленные Международной федерацией гимнастики (ФИЖ) и произвольные (составленные самими спортсменами с соблюдением определенных требований к трудности) упражнения. После 1996 года обязательные упражнения были отменены, и гимнасты стали исполнять на всех соревнованиях только произвольные упражнения.

## Результаты

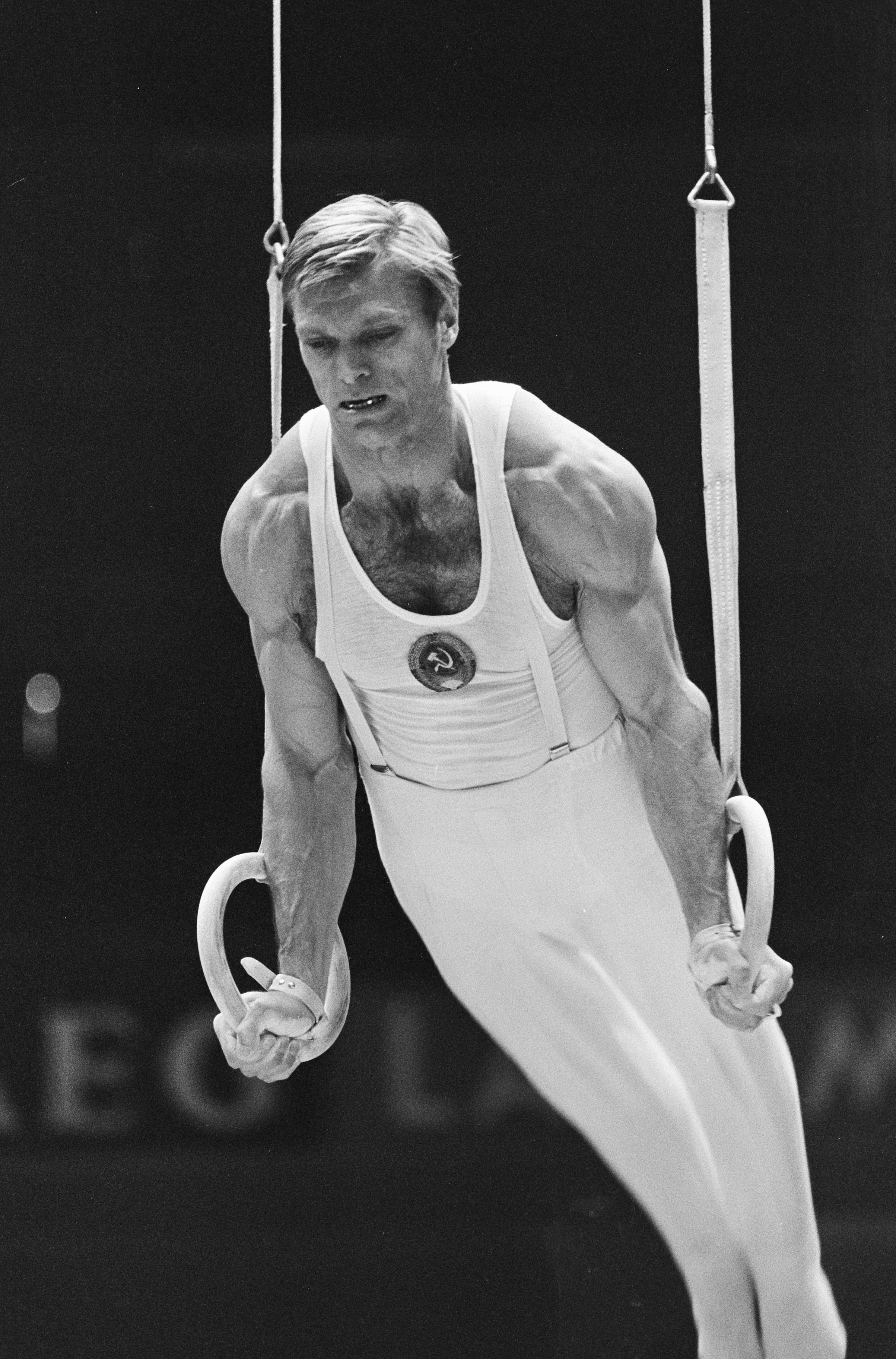
Выступление Бориса Шахлина в упражнениях на кольцах

### Квалификация
В соревнованиях с обязательными и произвольными упражнениями принимало участие сто семнадцать гимнастов. Шесть гимнастов с максимальными результатами в квалификации вышли в финал.

### Финал
| Место | Гимнаст                   | Обязательные | Произвольные | Сумма  |
| ----- | ------------------------- | ------------ | ------------ | ------ |
|       | Альберт Азарян (СССР)     | 9.875        | 9.850        | 19.725 |
|       | Борис Шахлин (СССР)       | 9.750        | 9.750        | 19.500 |
|       | Такаси Оно (Япония)       | 9.725        | 9.700        | 19.425 |
|       | Велик Капсылов (Болгария) | 9.675        | 9.750        | 19.425 |
| 5     | Нобуюки Аихара (Япония)   | 9.700        | 9.700        | 19.400 |
| 6     | Юрий Титов (СССР)         | 9.725        | 9.550        | 19.275 |